# Poudrieves Rumes de Belgique
Poudrieves Rumes de Belgique – belgijska firma zbrojeniowa.
Belgijska firma produkująca m.in. granaty, moździerze i amunicję.
Do znanych wyrobów firmy należą:
- Granat ręczny PRB 7[1],
- Granat ręczny PRB 8,
- Granat nasadkowy PRB 103,
- Granat ręczny obronny PRB 423,
- Granat ręczny zaczepny PRB 423[2],
- 52 mm moździerz PRB FLY–K,
- 60 mm moździerz PRB NR 493.